# Pelemgede
Pelemgede is een bestuurslaag in het regentschap Pati van de provincie Midden-Java, Indonesië. Pelemgede telt 2516 inwoners (volkstelling 2010).